# Sutrieu
Sutrieu era una comuna francesa que estaba situada en el departamento de Ain, de la región de Auvernia-Ródano-Alpes, que el 1 de enero de 2019 pasó a formar parte de la comuna nueva de Valromey-sur-Séran como comuna delegada.

## Geografía
Está ubicada en el sureste del departamento, a 20 km al norte de Belley.

## Historia
En 1973 absorbe las comunas de Charancin y Fitignieu.

## Demografía
| Gráfica de evolución demográfica de Sutrieu entre 1800 y 2018 |
|                                                               |

Los datos demográficos contemplados en este gráfico de la comuna de Sutrieu se han cogido de 1800 a 1999 de la página francesa EHESS/Cassini, y los demás datos de la página del INSEE.